# Исады (Любимский район)
Исады — деревня в Любимском районе Ярославской области, входит в Осецкое сельское поселение.

## Описание
Находится в 33 км к югу от Любима, в 70 км к северо-востоку от Ярославля и в 33 км к северу от Костромы.
Деревня расположена на правом берегу реки Кострома (по реке в этом месте проходит граница Ярославской и Костромской областей). Климат умеренно континентальный.
От деревни на север отходит автодорога к соседней деревне Рудниково и далее к селу Закобякино (выход к автодороге Ярославль — Любим). Ближайшая доступная автотранспортом ж.-д. станция — Любим. Река Кострома пригодна для судоходства.
Ближайшие действующие школа, детский сад, церковь находятся в Закобякине.
Название деревни является формой множественного числа от слова исад/исада — место высадки на берег, пристань.

## Население
| 2007 | 2010 |
| ---- | ---- |
| 15   | ↗16  |

### Историческая численность населения
По состоянию на 1859 год в деревне было 24 домов и проживало 189 человек.